# Unser Charly
Unser Charly ist eine Familienserie von Phoenix Film, die für das ZDF produziert und erstmals im Dezember 1995 ausgestrahlt wurde. Besonderheit der Serie ist der bekleidete Schimpanse Charly, der in das Geschehen verwickelt ist und als unterhaltsamer Kontrastpunkt zu den oftmals tragischen Entwicklungen der Haupthandlungsstränge fungiert. Nach der Produktion von 16 Staffeln wurde die Serie abgesetzt. Die letzte Folge der 16. Staffel wurde am 9. Juni 2012 im ZDF erstausgestrahlt.

## Handlung
Unser Charly handelt von der Berliner Tierarztfamilie Martin, bestehend aus Dr. Philipp, Fotografin Michaela und den Kindern Sandra und Oliver. Außerdem gehören Charlotte Roesner-Lombardi und ihr Mann Rodolfo Lombardi zu Philipps Team. Charlotte ist ebenfalls Tierärztin und Rodolfo ehemaliger Koch. Nicht zu vergessen ist Hund Othello. Titelheld Schimpanse Charly läuft der Familie zu, nachdem er von Tierschmugglern entführt worden war. Da der eigentliche Besitzer tot ist und Charly zu alt ist, um ausgewildert zu werden, behalten die Martins den Affen.
In der zweiten Staffel gründet Philipp eine Tierauffangstation, die von Rodolfo als Tierpfleger geleitet wird.
In der dritten Staffel kommt Cousin Johnny Bradford aus den USA und zieht zu den Martins, zieht jedoch zum Ende der Staffel wieder zurück.
In der vierten Staffel stellt Philipp einen neuen Tierarzt Dr. Maximilian „Max“ Henning in der Tierauffangstation ein. Dann stirbt Philipp in Bayern bei einem Bergunglück, nachdem er von einem Felsen gestürzt ist. Michaela und die Kinder haben danach Probleme das Haus und die Praxis zu finanzieren. Am Ende ist es Max, der das Haus kauft und sogar die Praxis übernimmt. Max und Michaela verlieben sich ineinander.
In der fünften Staffel taucht plötzlich Andrea Jüstgen auf und gibt sich als die Tochter von Max aus. Max hat keine Ahnung von einer Tochter, doch tatsächlich bewahrheitet sich dies. Dann heiraten Michaela und Max.
Am Ende der sechsten Staffel zieht Andrea mit ihrer Oma nach Köln.
Im Laufe der siebten Staffel lernt Oliver die Hotel-Angestellte Tanja Liebig kennen und kommt mit ihr zusammen. Außerdem lernt er auch ihre Tochter Lena kennen, weiß jedoch zuerst nicht, dass sie ihre Tochter ist. Am Ende der Staffel stirbt Michaela bei einem Verkehrsunfall, nachdem sie einem kleinen Mädchen das Leben gerettet hat. Das Mädchen ist auf die Straße gerannt und wäre fast von einem Auto erfasst worden, doch durch Michaelas schnelles Eingreifen kann sie das Kind retten und wird selbst vom Auto erfasst. Tanja und Lena wurde die Wohnung gekündigt, so ziehen die beiden bei Max, Oliver und Sandra ein.
Zu Beginn der achten Staffel herrscht Chaos bei den Hennings, keiner kommt zum Kochen oder Wäsche machen und auch für die Kinder ist kaum Zeit. Als die Haushälterin Heidemarie Hoppe ihren Job verliert, kommt Charlotte auf die Idee, sie einzustellen. Max wird so überrumpelt, dass er gar nicht nein sagen kann und sie einstellt. Sandra zieht zu Beginn der Staffel zu ihrer Oma und deren Freund nach Teneriffa. Außerdem lernt Max die Rechtsanwältin Maren Waldner und später auch ihre Kinder Constanze „Conny“ und Gregor kennen. Im Laufe der Staffel ziehen Oliver, Tanja und Lena zusammen in eine eigene Wohnung. Max und Maren werden ein Paar. Zum Ende der Staffel ziehen Maren, Conny und Gregor bei Max ein.
Zu Beginn der elften Staffel taucht Marens Bruder Dirk Scheerer auf, dieser ist aus den USA wegen eines Jobs gekommen. Auch Dirk zieht bei Max und Maren ein. Ebenfalls zu Beginn der Staffel erreicht die Familie die Nachricht, dass Rodolfo bei einem Verkehrsunfall in Italien gestorben ist. Max und Maren fahren zu der ebenfalls in Italien befindlichen Charlotte und bleiben bis zur Beerdigung. Kurze Zeit später kommt Rodolfos Nichte Pia Lombardi nach Berlin, um Charlotte in dieser schweren Zeit zu helfen. Sie zieht bei Charlotte ein. Pia ist Übersetzerin und übernimmt zusätzlich Rodolfos Posten in der Tierauffangstation.
Zwischen der dreizehnten und vierzehnten Staffel haben sich Max und Maren dann getrennt, der Grund und der Verbleib von Maren, Conny und Gregor, sowie auch Marens Bruder Dirk, bleiben ungeklärt. Auch Pia taucht nach der dreizehnten Staffel unbegründet nicht mehr auf.
Zu Beginn der vierzehnten Staffel zieht Max von Berlin nach Potsdam, um dort seine eigene Tierklinik zu eröffnen. Zur Klinik gehören ein eigener OP-Bereich und ein eigenes Labor sowie ein großes Haus und ein großer Garten. Neben Max ziehen auch Othello und Charly mit nach Potsdam, ebenfalls Frau Hoppe, Max Haushälterin, die im Dachgeschoss eine eigene Wohnung bekommt. Charlotte ist in Rente gegangen. Außerdem lernt Max die Tierärztin Dr. Katharina Hauser und deren Kinder Lilly und Jonas kennen. Katharina wollte ebenfalls das Grundstück, das nun Max gehört, kaufen. Nach langem Hin und Her fängt Katharina als gleichberechtigte Teilhaberin in Max Praxis an und auch Charlotte steigt wieder mit ein, allerdings nach wie vor als Angestellte. Nachdem Katharinas Haus durch ein Wasserschaden völlig zerstört wurde, zieht sie mit ihren Kindern bei Max ein. Katharinas Bruder Markus Bredow ist Landschaftsarchitekt und besucht die Familie regelmäßig. Max kennt ihn schon, bevor er Katharina kennen lernt, denn er hat bereits seinen neuen Garten gestaltet. Kurze Zeit später eröffnen Max und Katharina eine neue Tierauffangstation, als Tierpfleger stellen sie Christian Berger ein, welcher kurz zuvor seinen Job auf einem Reiterhof verloren hat. Zum Ende der sechzehnten Staffel und der Serie wird Katharina von Max schwanger und die beiden heiraten.

## Special
Am 31. Dezember 1999 wurden unter dem Titel Silvester 1999: reine Nervensache jeweils etwa 20-minütige Specials der ZDF-Serien Alle meine Töchter, Unser Charly, Forsthaus Falkenau und Zwei Männer am Herd als Zusammenschnitt ausgestrahlt. Lediglich die Episode von Unser Charly wurde später (am 28. Dezember 2002) separat wiederholt und mit eigenem Titel (Charly feiert Sylvester) sowie entsprechendem Vor- und Abspann versehen. In einigen Episodenführern wird diese Episode, dem Datum der Wiederholung entsprechend, zwischen den Staffeln 7 und 8 eingeordnet. Inhaltlich liegt sie aber zwischen den Staffeln 4 und 5, denn Michaela Martin erklärt, dass sie im alten Jahr einen geliebten Menschen (ihren verstorbenen Ehemann) zurücklasse.

## Besetzung

### Hauptdarsteller
Sortiert nach der Reihenfolge des Einstiegs der Rolle
| Schauspieler         | Rollenname                                   | Folgen          | Staffel | Bemerkungen                                                                                       |
| Ralph Schicha        | Dr. Philipp Martin †                         | 1–38            | 1–4     | Mann von Michaela Martin; stirbt bei einem Bergsturz                                              |
| Karin Kienzer        | Michaela Martin, geb. Bergner †              | 1–63            | 1–5     | Frau von Philipp Martin, später Frau von Max Henning; stirbt bei einem Autounfall                 |
| Nicola Tiggeler      | Michaela Martin, geb. Bergner †              | 64–92           | 6–7     | Frau von Philipp Martin, später Frau von Max Henning; stirbt bei einem Autounfall                 |
| Friederike Möller    | Sandra Martin                                | 1–18            | 1–2     | Tochter von Michaela und Philipp Martin; zieht zu ihrer Oma nach Teneriffa                        |
| Susanne Scherbel     | Sandra Martin                                | 19–48           | 3–4     | Tochter von Michaela und Philipp Martin; zieht zu ihrer Oma nach Teneriffa                        |
| Kaya Marie Möller    | Sandra Martin                                | 49–78           | 5–6     | Tochter von Michaela und Philipp Martin; zieht zu ihrer Oma nach Teneriffa                        |
| Delia-Deborah Wagner | Sandra Martin                                | 80–97, 103, 107 | 7–9     | Tochter von Michaela und Philipp Martin; zieht zu ihrer Oma nach Teneriffa                        |
| Mike Zobrys          | Oliver Martin                                | 1–167           | 1–13    | Sohn von Michaela und Philipp Martin                                                              |
| Regina Lemnitz       | Dr. Charlotte Roesner-Lombardi, geb. Roesner | 1–220           | 1–16    | Frau von Rodolfo Lombardi                                                                         |
| Aurelio Malfa        | Rodolfo Lombardi †                           | 1–133           | 1–11    | Mann von Charlotte Roesner-Lombardi; Stirbt während einer Reise nach Italien bei einem Autounfall |
| Siggi Kautz          | Johnny Bradford                              | 22–32, 39       | 3–4     | Cousin von Sandra und Oliver; kommt aus den USA für ein Austauschjahr und geht dorthin zurück     |
| Ralf Lindermann      | Dr. Maximilian „Max“ Henning                 | 34–220          | 4–16    | wird Mann von Michaela Martin, dann Mann von Maren Waldner, später Mann von Katharina Hauser.     |
| Farina Jansen        | Andrea Jüstgen                               | 52–71, 77–78    | 5–6     | Tochter von Max Henning; zieht mit ihrer Oma nach Köln                                            |
| Judith Richter       | Tanja Liebig                                 | 86–125          | 7–10    | Freundin von Oliver Martin                                                                        |
| Leoni Benice Baeßler | Lena Liebig                                  | 88–125          | 7–10    | Tochter von Tanja Liebig                                                                          |
| Brigitte Böttrich    | Heidemarie Hoppe                             | 94–220          | 8–16    | Gute Seele des Hauses                                                                             |
| Saskia Valencia      | Maren Waldner, geb. Scheerer                 | 98–171          | 8–13    | Mutter von Gregor und Conny, trennt sich freundschaftlich von Max Henning                         |
| Pascal Andres        | Gregor Waldner                               | 99–106          | 8       | Sohn von Maren                                                                                    |
| Gary Bestla          | Gregor Waldner                               | 107–171         | 9–13    | Sohn von Maren                                                                                    |
| Franziska Heyder     | Constanze „Conny“ Waldner                    | 99–171          | 8–13    | Tochter von Maren                                                                                 |
| Wayne Carpendale     | Dirk Scheerer                                | 133–171         | 11–13   | Bruder von Maren sowie Onkel von Conny und Gregor                                                 |
| Ursula Buschhorn     | Dr. Katharina Hauser, geb. Bredow            | 172–220         | 14–16   | Freundin und spätere Ehefrau von Max Henning                                                      |
| Connor Mills         | Jonas Hauser                                 | 172–220         | 14–16   | Sohn von Katharina und Thomas                                                                     |
| Lea Wolfram          | Lilly Hauser                                 | 172–220         | 14–16   | Tochter von Katharina und Thomas                                                                  |
| Falk-Willy Wild      | Markus Bredow                                | 172–220         | 14–16   | Bruder von Katharina                                                                              |

### Nebendarsteller
Sortiert nach der Reihenfolge des Einstiegs der Rolle
| Schauspieler          | Rollenname                      | Folgen            | Staffel | Bemerkungen |
| Adele Landauer        | Tina Freitag                    | 1–63              | 1–5     | Journalistin, Chefin und Freundin von Michaela Martin                                                          |
| Maria Körber          | Rosa Bergner                    | 1–97              | 1–8     | Mutter von Michaela Martin, Frau von Johannes, dann Freundin von Friedhelm, zieht mit Friedhelm nach Teneriffa |
| Hannes Thanheiser     | Johannes Bergner †              | 1–8               | 1–2     | Vater von Michaela Martin, Mann von Rosa; stirbt an einem Herzinfarkt                                          |
| Paul Frielinghaus     | Kommissar Paulsen               | 1–5               | 1       | |
| Hans-Werner Bussinger | Kommissar Paschke               | 6–162, 164        | 2–13    | geht in den Ruhestand                                                                                          |
| Tobias Meister        | Paul Friese                     | 6–169             | 2–13    | Tierschutzbeauftragter                                                                                         |
| Alexander Schubert    | Bruno Mertens                   | 9–16              | 2       | Tierpfleger |
| Thomas Rühmann        | Jonas Martin                    | 12–18, 25, 27, 39 | 2–4     | Bruder von Philipp Martin, taucht nach dessen Beerdigung nicht mehr auf                                        |
| Ferdinand Dux         | Friedhelm Gerber                | 23–97             | 3–8     | Freund von Rosa Bergner, zieht mit Rosa nach Teneriffa                                                         |
| Karin Thaler          | Inka Lenz                       | 49–160            | 5–13    | Frau von Achim Lenz                                                                                            |
| Frank Behnke          | Achim Lenz                      | 49–160            | 5–13    | Mann von Inka Lenz                                                                                             |
| Dominik Janisch       | David Lenz                      | 63–117            | 5–9     | Adoptivsohn von Inka und Achim Lenz                                                                            |
| Maximilian Artajo     | David Lenz                      | 154, 156          | 12      | Adoptivsohn von Inka und Achim Lenz                                                                            |
| Joachim Kretzer       | Tim Kemper                      | 65–91             | 6–7     | Journalist, neuer Chef von Michaela Martin                                                                     |
| Sebastian Reznicek    | Manfred Hoppe                   | 95–108            | 8–9     | Sohn von Heidemarie Hoppe                                                                                      |
| Angela Sandritter     | Tina Hauff                      | 109–165           | 9–13    | Anwaltsgehilfin von Maren                                                                                      |
| Katja Giammona        | Pia Lombardi                    | 136–170           | 11–13   | Nichte von Rodolfo Lombardi                                                                                    |
| Patrick Gräser        | Kommissar Sven Krämer           | 162–170           | 13      | |
| Andreas Mertel        | Christian Berger                | 174–220           | 14–16   | Tierpfleger |
| Markus Brandl         | Robert Wagner                   | 174–197           | 14–15   | Tierschutzbeauftragter                                                                                         |
| Lea Müller            | Paula Fabian                    | 175–184           | 14      | Tochter von Aylin und Tobias Fabian                                                                            |
| Suzan Demircan        | Aylin Fabian                    | 175–179           | 14      | Frau von Tobias Fabian                                                                                         |
| Moritz Lindbergh      | Kriminalkommissar Tobias Fabian | 176–184           | 14      | Mann von Aylin Fabian                                                                                          |
| Isabel Tuengerthal    | Ruth „Ruki“ Kirchler            | 186–220           | 15–16   | Betreiberin eines Hofladens                                                                                    |
| Nina Rothemund        | Jenni Hoppe                     | 191–194           | 15      | Nichte von Heidemarie Hoppe                                                                                    |
| Timothy Peach         | Thomas Hauser                   | 192–194           | 15      | Ex-Mann von Katharina, Vater von Jonas und Lilly                                                               |
| Daniela Ziegler       | Helene Bredow                   | 207–210, 220      | 16      | Frau von Hajo, Mutter von Katharina und Markus, Oma von Jonas und Lilly                                        |
| Hans-Jürgen Bäumler   | Hans Joachim „Hajo“ Bredow      | 207–210, 220      | 16      | Mann von Helene, Vater von Katharina und Markus, Opa von Jonas und Lilly                                       |

### Weitere Darsteller
Sortiert nach der Reihenfolge des Einstiegs der Rolle
| Schauspieler        | Rollenname       | Folgen  | Staffel | Bemerkungen                             |
| Marie-Luise Schramm | Anja Fröhlich    | 1–45    | 1–4     | Freundin von Sandra Martin              |
| Isabell Gerschke    | Helga            | 24–32   | 3       | Ex-Freundin von Johnny Bradford         |
| Anne Brendler       | Viktoria Neuhaus | 49–59   | 5       | Lehrerin, Ex-Freundin von Oliver Martin |
| Paul T. Grasshoff   | Lukas Hertz      | 55–68   | 5–6     | Ex-Freund von Andrea Jüstgen            |
| Anne Kanis          | Lisbeth Kranz    | 65–71   | 6       | Freundin von Andrea Jüstgen             |
| Dennis Grabosch     | Frank Bach       | 80–85   | 7       | Ex-Freund von Sandra Martin             |
| Aline Hochscheid    | Julia            | 166–171 | 13      | Freundin von Dirk                       |
| Alexander Kasprik   | Felix Richter    | 187–217 | 15–16   | Ex-Freund von Lilly, geht nach Spanien  |

## Drehort
Als Hauptkulisse diente zunächst eine Villa am Wannsee. Sie steht in der Straße Am Sandwerder, Hausnummer 12. Die Villa war bereits in der Fernsehserie Ein Heim für Tiere als Kulisse der Arztpraxis zu sehen. Ab der 14. Staffel befindet sich die Hauptkulisse in Stahnsdorf, innerhalb der Serie soll sie einen Hof in Potsdam darstellen.

## Kritik und Einstellung der Serie
Für die Serie standen laut ZDF insgesamt 14 Tiere vor der Kamera. Tierschützer kritisierten die Dressur und Haltung der Affen: Die für die Dreharbeiten dressierten Schimpansen wurden im Alter von zwei Jahren von ihren Müttern getrennt. 
Junge Affen eigneten sich zudem mit Beginn ihrer Pubertät nicht mehr zum Drehen. Nach ihrem dreijährigen Einsatz leben bzw. lebten die Tiere in menschlicher Gefangenschaft. Durch die frühe Isolation von Artgenossen ist eine Eingliederung in eine Schimpansengruppe äußerst schwierig. Die Hauptvorwürfe waren jedoch, dass sich nicht genügend darum gekümmert wurde, was mit den Schimpansen nach dem Einsatz im Fernsehen geschieht, und dass das ZDF mit der Serie seinen Bildungsauftrag verfehle.
Der Deutsche Tierschutzbund berief sich auf eine Studie der Freien Universität Berlin und kritisierte mit dieser ebenfalls den Einsatz der Schimpansen in der Serie. 
Auch die Welt berichtete am 9. Juni 2010 über die Kritik. Kritisiert wurde auch die Unterbringung der Tiere nach ihrem Einsatz im Film, wenn sie für weitere Produktionen aufgrund ihres Alters nicht mehr eingesetzt werden konnten. Die Tiertrainer-Firma schickte die Tiere nämlich in das Tier-Asyl Amarillo Wildlife Refuge im US-Bundesstaat Texas. Die Sprecherin der Produktionsfirma Phoenix Film, Tina Ziegler, gab in einem Interview zu, dass die Vorwürfe hinsichtlich dieser Unterbringung nicht haltlos waren. Die Tiertrainer-Firma habe deshalb auch in Kalifornien einen eigenen Tierpark eingerichtet. 
Drei Tage nachdem die Welt über die Kritik berichtete, stellte das ZDF die Serie nach 15 Jahren mit der 16. Staffel ein. Die Zeitung berichtete abermals darüber und stellte hierbei einen Zusammenhang zu der Kritik und den Protesten der Tierschützer her. Offiziell bestätigt wurde dieser Zusammenhang jedoch nicht. Wohin genau die ehemaligen Charly-Darsteller nach dem Ende ihrer Film-Laufbahn hingebracht wurden, war im Jahr 2010 unklar. 
Im April 2021 ergaben Recherchen des Podcasts Hohe Tiere, dass zwei der Schimpansen in der Auffangstation der Organisation Primarily Primates in Texas leben. Der Organisation zufolge handelt es sich um die früheren deutschen TV-Schimpansen Baxter und Walter. Der Affe Baxter soll jahrelang in Einzelhaltung gehalten worden sein.